# Neptis capnodes
Neptis capnodes är en fjärilsart som beskrevs av Hans Fruhstorfer 1908. Neptis capnodes ingår i släktet Neptis och familjen praktfjärilar. Inga underarter finns listade i Catalogue of Life.